# Middennet
Het Middennet is in Nederland de naam voor een aantal belangrijke spoorlijnen, die in 1938 geëlektrificeerd werden. Dit betrof de volgende van Utrecht uitgaande spoorlijnen, naar:
- Amsterdam (Rhijnspoorweg)
- Eindhoven (Staatslijn H, noord-zuidverbinding)
- Gouda – Rotterdam Maas (Spoorlijn Utrecht - Rotterdam)
- Gouda – Den Haag SS (Spoorlijn Gouda - Den Haag)
- Arnhem (Rhijnspoorweg, west-oostverbinding).

Behalve de lijn van Utrecht naar Boxtel, waren dit spoorlijnen die door de Nederlandsche Rhijnspoorweg-Maatschappij (NRS) waren aangelegd tussen 1843 en 1870.
Nog steeds vormt het Middennet het 'hart' van het Nederlandse spoorwegnet. Als in Utrecht de treinen niet meer kunnen rijden, valt er een 'gat' in het netwerk van treindiensten in Nederland.
Tussen 1934 en 1938 werden de diensten verzorgt door Mat '34, de DE3 (of simpeler beschreven: de Diesel). Na de elektrificatie van het Middennet werden deze Diesels ingezet op andere trajecten, of op de doorgaande diensten op het Middennet waarbij naar steden werd doorgereden die nog niet elektrisch bereikbaar waren.
Op het middennet werden op 15 mei 1938 negentig elektrische treinstellen Mat '36 in gebruik genomen.